# 末日危城：痛苦的王座
《末日危城：痛苦的王座》是由2K Games于2006年发行的一款动作角色扮演游戏。《末日危城：痛苦的王座》由Super Villain Studios开发制作，并由2K Games负责发行，严格来说与末日危城系列的開發商Gas Powered Games公司无关，因此《末日危城：痛苦的王座》也不能算是《末日危城》系列的正统作品。

## 外部連結
- 遊戲官方網站 （页面存档备份，存于）